# Tesla
Tesla Inc. (до 1 лютого 2017 - Tesla Motors) — американська автомобільна компанія-стартап із Кремнієвої долини.
Орієнтована на дизайн, виготовлення та продаж електромобілів, та компонентів до них. Головний виробничий об'єкт — завод Tesla. Названа на честь всесвітньо відомого електротехніка й фізика Ніколи Тесли.
Серед інвесторів компанії — засновники Google Ларрі Пейдж та Сергій Брін, а також один із засновників платіжної системи PayPal Ілон Маск.
1 липня 2020 року Tesla Inc. досягла капіталізації $206 млрд, обігнавши Toyota, і стала найдорожчим автомобільним виробником за капіталізацією.
У кінці вересня 2020 року капіталізація виросла до $416 млрд.
25 жовтня 2021 року ринкова капіталізація компанії Tesla Inc. перевищила $1 трлн, що сталося рекордом у історії американського виробника електромобілів.

## Загальна інформація
Tesla Inc. названа на честь інженера-електрика і фізика Ніколи Тесла. Tesla Roadster використовує двигун змінного струму, що бере початок безпосередньо з проєкту самого Тесли 1882 року.
Компанію утворили під назвою Tesla Motors 1 липня 2003 року Мартін Ебергард і Марк Тарпенінг.
Tesla Roadster, перший автомобіль компанії, — це перший серійний автомобіль, що використовує літій-іонні акумуляторні батареї та перший серійний електромобіль із запасом ходу понад 200 миль (320 км) на одній зарядці. Спортивна модель розганяється від 0 до 60 миль/год (97 км/год) за 3,7 с і, відповідно до екологічного аналізу Tesla Motors, є вдвічі енергоефективнішою за Toyota Prius. З 2008 року до березня 2012 року компанія Tesla Motors продала понад 2250 родстерів у 31 країні.
Tesla Motors представила повністю електричний седан Tesla Model S 26 березня 2009 року. Модель S виробляється на заводі Tesla в місті Фрімонт, Каліфорнія, колишній складальний завод NUMMI, нині неіснуюче спільне підприємство Toyota і General Motors.
У Tesla Motors працювало 12 тис. штатних співробітників. Компанія проводила набір працівників у штаб-квартиру в Пало-Альто (штат Каліфорнія), у свою європейську штаб-квартиру в місті Мейденгед (Велика Британія) та на місця продажу по всій території Північної Америки та Європи, кількість яких постійно збільшується.
За 2016 рік було виготовлено 83 922 автівки, проте через різні затримки з транспортом 6450 автівок не були фізично отримані замовниками. Також зросла кількість замовлень на популярні моделі — Model S та Model X — на 52 % за IV квартал 2015 року та на 24 % за попередній рекордний III квартал 2016 року.
У 2018 році Tesla Inc. різко підвищила ціни на свої автівки в Китаї після того, як Пекін ввів відповідні мита на імпорт товарів зі США, зокрема й електромобілів. Вартість седана Model S і кросовера Model X у КНР збільшилася за вихідні на $22,6—37,6 тис. залежно від комплектації. У 2017 році на Китай припало близько 17 % виторгу Tesla Inc.. Продаж автомобілів компанії у Китаї становив близько 15 тис. автівок.
У серпні 2018 року Tesla Inc. знову завершила квартал із рекордним збитком, але його виручка перевищила прогнози, а засновник і глава компанії Ілон Маск заявив, що очікує переходу до прибутку незабаром. Чистий збиток у квітні — червні збільшився до $718 млн, або $4,22 у розрахунку на акцію порівняно з $336 млн, або $2,04 на акцію, за аналогічний період роком раніше. Скоригований збиток (без урахування разових доходів і витрат) становив $520 млн, або $3,07 на акцію, проти $220 млн, або $1,33 на акцію, роком раніше. При цьому виручка збільшилася на 44,4 %, з $2,77 млрд до 4 млрд.
У серпні 2018 року Маск написав у Twitter, що викупить акції Tesla Inc. Проте потім він відмовився від своїх слів. Це сильно вплинуло на ціну акції. 29 вересня 2018 року Комісія з цінних паперів і бірж США (SEC) після розслідування звинуватила власника Tesla Inc. Ілона Маска у шахрайстві і примусила виплатити 20 млн штрафу і залишити посаду голови ради директорів Tesla Inc., проте він залишився виконавчим директором компанії (CEO).
За 2018 рік компанія Tesla Inc. випустила 254 000 автомобілів.

### 2019
4 січня 2019 року компанія на $2 тис. знизила ціну на свої авто. У компанії це пояснюють тим, що уряд США скасував пільги на придбання авто компанії. Того ж дня акції компанії спочатку впали на 10 %, потім піднялися на 6,8 %.
На початку березня компанія Tesla Inc. оголосила про закриття магазинів і переорієнтацію продажів онлайн. Згодом було повідомлено про підняття ціни на автомобілі на 3 % для того, щоб залишити відкритими більшу кількість магазинів.
14 березня у місті Готорн (Каліфорнія) було презентовано нову Tesla Model Y. Серійний випуск передбачається у 2021 році.
У першому кварталі 2019 року компанія Tesla Inc. поставила 63 тис. автівок, зокрема 50,9 тис. Model 3, а також 12,1 тис. Model S і Model X. Це на 31 % менше, ніж у попередньому кварталі, але майже вдвічі більше, ніж у першому кварталі 2018 року.
У квітні 2019 року Autopilot було включено до всіх моделей компанії, крім Tesla Model 3 (Standard Range) за $35 000. Таким чином, ціна автомобілів зросла на $2000, раніше автопілот був опцією за $3000. Компанія переорієнтувалася на продажі своїх авто через сайт, згортаючи мережу роздрібних магазинів.
2019 року компанія Tesla Inc. продовжувала скорочувати свої витрати і продовжила скорочувати працівників. У листопаді компанія представила електровантажівку Tesla Cybertruck, що має коштувати від $40 000, і мати три модифікації (з одним, двома та трьома моторами).
За 2019 рік компанія випустила 367 500 автомобілів. Компанія зайняла 1-ше місце за кількістю випущених електромобілів у 2019 році. Найпопулярнішою моделлю стала нова Tesla Model 3. Завдяки успішним продажам саме цієї моделі компанія випустила у 2019 році більше авто, ніж за два попередні роки разом взятих.

### 2020
22 серпня 2020 року був заарештований росіянин Єгор Крючков, що планував кібератаку на Tesla Inc. Він зв'язався із російськомовним працівником Tesla Inc. і запропонував йому $1 млн. за впровадження шкідливого ПЗ в мережі компанії. Представники автокомпанії зв'язалися з ФБР і таким чином, завдяки арешту Крючкова спецслужбою, компанія запобігла атаці.
У серпні 2020 року компанія Tesla Inc. опублікувала фінансовий звіт з якого стало відомо, що компанія протягом чотирьох кварталів підряд є прибутковою.
22 вересня 2020 року компанія Tesla Inc. провела презентацію Tesla Battery Day.
У 2020 році компанія поставила клієнтам 499 550 електрокарів.

### 2021
За 2021 році Tesla Inc. виробили найбільшу кількість автомобілів за весь час існування компанії. Вперше в історії Tesla Inc. очолила продажі нових автомобілів у Європі у вересні, зайнявши 2,6 % ринку. Ціни на найпопулярніші базові моделі підвищились на $2000—5000
У жовтні Panasonic офіційно представив нові акумуляторні елементи стандарту 4680, які будуть використовуватися на електромобілях Tesla з 2022 року. Вони повинні бути дешевше і ефективніше існуючих тягових акумуляторів.
25 жовтня Tesla Inc. оголосила про домовленість з прокатною компанією Hertz про постачання 100 тис. електромобілів на суму $4,2 млрд. 1 листопада акції Tesla Inc. впали на 5,5 % після того, як Ілон Маск оголосив, що масштабна угода з Hertz ще не підписана.
У жовтні Tesla Inc. відкликала кілька тисяч автомобілів Model 3 і Model Y через проблеми з підвіскою. Пізніше було відкликано близько 12 000 електрокарів через проблеми з гальмами.
У листопаді Tesla Inc. вперше випустила новий універсальний домашній зарядний пристрій, який працюватиме з усіма електромобілями, що продаються в Північній Америці.
У грудні Tesla Inc. оголосила про добровільне відкликання 500 тис. авто для усунення можливих проблем у системі фіксації багажника. Це стосувалося всіх моделей Model 3, випущених у 2017—2020 роках, та деяких моделей Model S.
За підсумками 2021 року Tesla Inc. зафіксувала рекордний чистий прибуток, незважаючи на те, що підприємства компанії не працювали на повну потужність через проблеми в ланцюгах поставок: за рік компанія отримала чистий прибуток у розмірі $5,5 млрд, що на 665 % більше в порівнянні з 2020 року.
Компанія Tesla Inc. повідомила, що на кінець 2021 року її криптовалютні активи (біткойн) можна оцінити майже у $2 млрд

### 2022
Компанія Tesla Inc. не випустить нових моделей у 2022 році: випуск Cybertruck відкладений до 2023-го, електромобіль початкового рівня Model 2 поставлений на паузу, як і спорткар Roadster. Під час онлайн-конференції, присвяченій підсумкам минулого року і планам на майбутнє, Ілон Маск заявив, що нічого нового Tesla в цьому році не покаже. Основна мета компанії — нарощування обсягів випуску електромобілів.
У середині січня 2022 року Ілон Маск заявив, що Tesla Inc. почала приймати Dogecoin як оплату деяких товарів на вебсайті. Придбати автівки за цю монету не вийде, але є можливість придбати мерч компанії.
Станом на 8 лютого 2022 року вартість акцій Tesla Inc. зупинилася на рівні $907 за кожну. Ринкова капіталізація виробника електрокарів становить $911,2 млрд

### 2024
У квітні 2024 року, компанія Tesla Inc. оголосила про звільнення понад 10 % співробітників від своєї робочої сили у світі. Зазначається, що таке рішення дасть змогу компанії «бути економними, інноваційними та готовими до наступного циклу зростання». За даними порталу Electrek, «понад 10 %» означає, що принаймні 14 000 співробітників будуть звільнені, оскільки загальна чисельність співробітників Tesla Inc. у світі становить приблизно 140 000 осіб.
Ілон Маск та компанія Tesla Inc. готові до серйозних змін на своїх заводах вже до кінця 2025 року. Компанія представила новий технологічний прорив у вигляді людиноподібного робота Optimus, який вже зараз демонструє вражаючі можливості реальних виробничих умов.

### 2025
У січні 2025 року компанія в ЄС зареєструвала 9945 автомобілів, що вдвічі менше за показник 2024 року (18161 автомобіль). Загальні продажі електромобілів у ЄС зросли на 37 % загалом, але попит на Tesla впав удвічі. У лютому акції компанії втратили 8 % вартості, знизивши ринкову капіталізацію нижче $1 трильйона.
Станом на липень 2025 року, статки Tesla Inc. оцінюються в $1,1 трильйона. В результаті компанія перетворилася на найціннішого автовиробника у світі завдяки своїй зосередженості на електромобілях, програмному забезпеченні та нових технологіях акумуляторів.

## Акціонери
Станом на листопад 2021 року Ілону Маску належало майже 17 % акцій компанії Tesla Inc. на суму $180 млрд

## Tesla в Україні
Хоча і продажі електромобілів в Україні ростуть дуже швидко (Україна знаходиться на 4-му місці у світі і на 1-му в Європі за швидкістю росту продаж електромобілів), це все ще досить незначні показники як порівняно зі США (близько 4000 електромобілів за 2018 рік), так і в відсотковому відношенні до решти автомобілів (менше 4 %, для прикладу, у Норвегії у 2018 році електромобілі склали близько 50 % всіх проданих нових автомобілів).
Специфіка України полягає ще й у тому, що 90 % придбаних електромобілів — це вживані європейські або американські авто, переважно Nissan Leaf (у 2018 році частка цієї моделі склала 55 %). Можливо, саме через це станом на 2018 рік компанія так і не відкрила офіційного представництва в Україні. Також немає фірмових станцій зарядки і СТО. Це додатково стримує попит на електромобілі, оскільки авто Tesla — це дорогі автомобілі, які немає сенсу купувати, якщо немає відповідного сервісу й обслуговування. Найближча країна, де можна пройти таке обслуговування — Польща, де є й офіційне представництво, і СТО, і станції зарядки.
Попри таку ситуацію з офіційними продажами (близько 300 проданих авто на рік, з них лише близько 20 нових), 10 грудня 2018 року компанія внесла Україну до списку країн, з яких можна офіційно купувати її авто. Раніше досить часто українці вибирали замість України Польщу. Але забирати авто таки доведеться з Нідерландів, міста Тілбург. Двомоторна повнопривідна версія Tesla Model 3 коштуватиме 48 500 євро.
2022 році в Одесі помітили жовто-блакитний автомобіль Tesla.
Після допису Ілона Маска 3 жовтня 2022 року у Києві одна людина залишила автомобіль Tesla біля розбитої російської техніки на Михайлівській площі. У кінці року у зв'язку вимиканням світла в Україні у Києві помітили Tesla у багажнику з генератором, який працює на бензині.

## Автопілот
Ілон Маск представив повноцінний автопілот Tesla Full Self-Driving (FSD) Hardware 3. Його процесори оптимізовані для роботи з нейромережами, а всі системи, включаючи відеокамери та живлення задубльовані.
FSD Hardware 3 працює на чипі Tesla власної розробки, який встановлений у всіх електромобілях компанії, випущених з квітня 2019 року. Система працює на основі даних про 70 млрд км шляху, зібраних усіма автомобілями Tesla.
У вересні 2021 року уряд США почав розслідування ефективності автопілота після серії зіткнень за участю Tesla. Ілон Маск в Twitter також написав про те, що не задоволений автопілотом.
У жовтні 2021 компанія Tesla Inc. оновила програмне забезпечення, у якому з'явилася «кнопка завантаження», що дозволило приватним власникам електромобілів марки взяти участь у тестуванні нового автопілота. Однак їм заборонили публікувати у відкритому доступі інформацію про баги в роботі автопілота. Пізніше компанія Tesla Inc. призупинила тести свіжої версії безпілотної системи Full Self-Driving (FSD) через неполадки в її роботі.
У січні 2022 року прокуратура штату Каліфорнія звинуватила в ненавмисному вбивстві власника Tesla Model S після того, як електромобіль із включеним автопілотом проїхав на червоне світло і вбив двох людей.
У лютому 2022 року Tesla Inc. повідомила, що відкличе в США майже 54 тис. електрокарів з автопілотом Full Self-Driving (Beta). Система автономного водіння не реагує на знак «Стоп» на перехрестях, внаслідок чого автівка продовжує рух.

## Tesla Network
На Tesla Autonomy Day представили сервіс Tesla Network. Він дозволить власникам електромобілів здавати їх в оренду іншим водіям у невикористовуваний час.

## Мережа Tesla Supercharger
Tesla Inc. розгортає мережу зі станцій для підзарядки автомобілів під назвою Supercharger. Станції були розроблені, щоб дозволити седанам Model S здійснювати тривалі поїздки. Компанія планує покрити транспортні коридори з високим трафіком на території континентальних Сполучених Штатів. Також у другій половині 2013 року заплановано будівництво цих станцій у Європі та Азії. За словами Ілона Маска, очікується, що «вся територія США буде покрита до кінця наступного року», а власники автівок Tesla отримають можливість безкоштовно користуватися цими станціями на весь час експлуатації.
На середину 2016 року мережа нараховувала понад 600 станцій, більша частина з них — на території США.
У червні 2018 року зарядні станції Supercharger перейшли відмітку у 10 000 штук. Станом на грудень 2018 року в Україні так і не було збудовано жодної зарядної станції, хоча в планах компанії було відкриття 2 таких станцій ще в 2017 році.
У кінці грудня 2018 року Маск написав, що суперчарджери з'являться в Ірландії та Києві. На що відреагував також і міністр інфраструктури Володимир Омелян.

## Відкриття доступу до патентів
У червні 2014 року було вирішено відкрити доступ до патентів Tesla Inc., щоб прискорити перехід на електромобілі.
Програми виробництва електромобілів провідних автовиробників занадто мізерні або взагалі відсутні і становлять у середньому менше одного відсотка від загальних продажів автомобілів.
— написав на сторінці компанії Ілон Маск, президент компанії.
Враховуючи, що щороку виробляється майже сто мільйонів нових авто, а в світі приблизно 2 мільярди машин, Tesla Inc. не в змозі виробляти електромобілі достатньо швидко, щоб запобігти екологічній катастрофі.
Маск пообіцяв відкрити 203 патенти. Крім того, з Tesla Inc. вже тісно співпрацюють два автовиробники — Daimler та Тойота.

## Нагороди
Лауреат The Crunchies 2007 у номінації «Найкращий екологічний стартап» (за розробку авто з електричними двигунами).

## Модельний ряд
- Родстери
  - Tesla Roadster
    - перше покоління — родстер (2008-2012)
    - друге покоління — купе (з 2023 року)
- Бізнес-автомобілі
  - Tesla Model S
    - перше покоління — ліфтбек (2012-2016)
    - друге покоління — ліфтбек (з 2016 року)
- Великі сімейні автомобілі
  - Tesla Model 3 — седан (з 2017 року)
- Компактні кросовери
  - Tesla Model Y — SUV (з 2020 року)
- SUV кросовери
  - Tesla Model X — SUV (з 2015 року)
- Пікапи
  - Tesla Cybertruck — пікап (з 2023 року)
- Вантажівки
  - Tesla Semi — вантажівка (з 2023 року)
- Майбутні проєкти
  - Tesla Cyberquad
  - Tesla Van
  - Tesla RoboTaxi
- Спільні проєкти
  - Toyota RAV4 EV
  - Smart electric drive
  - Freightliner Electric Van
  - Mercedes-Benz A-Class E-Cell

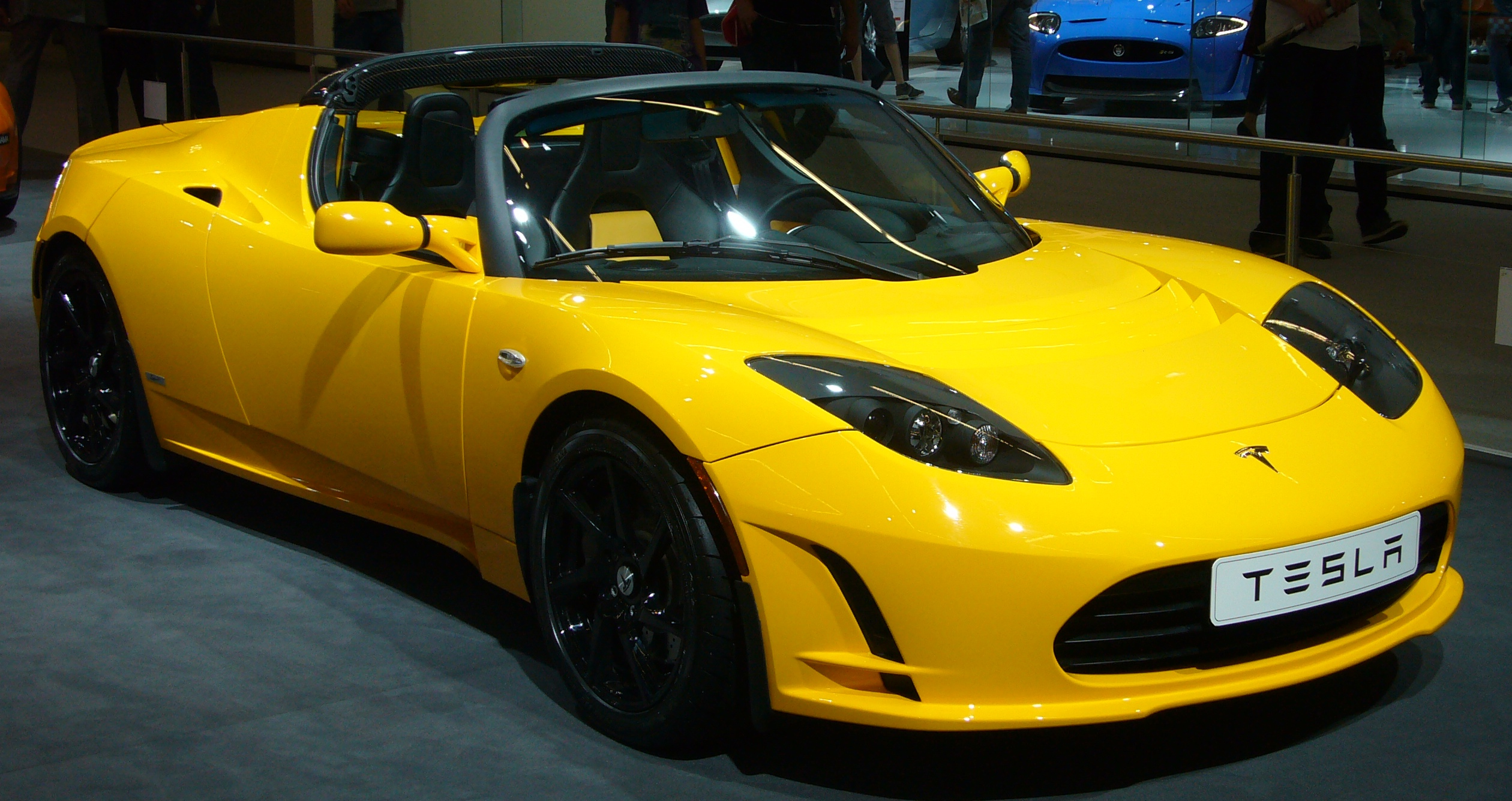
Tesla Roadster (2008-2012)
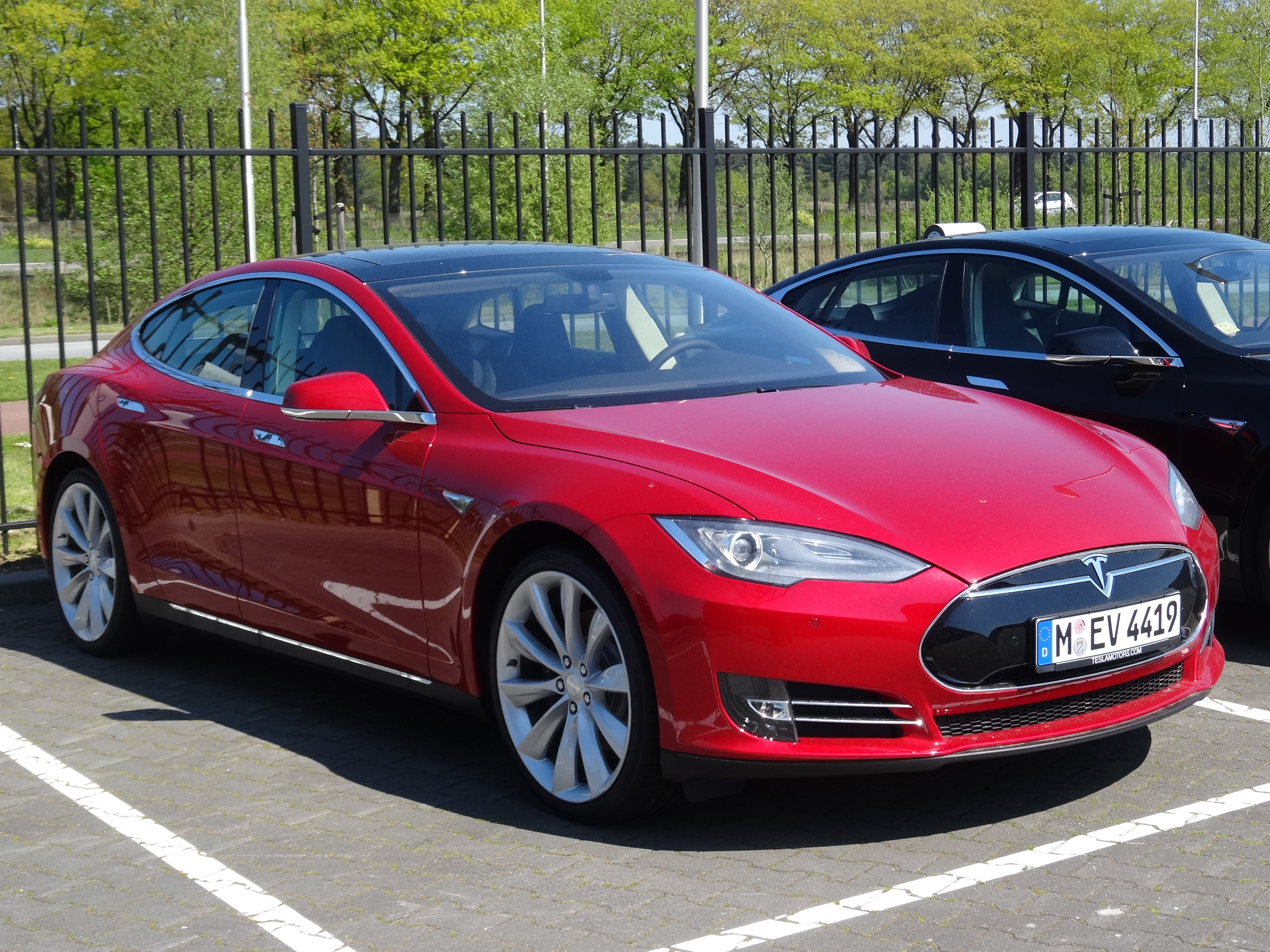
Tesla Model S (2012-2016)
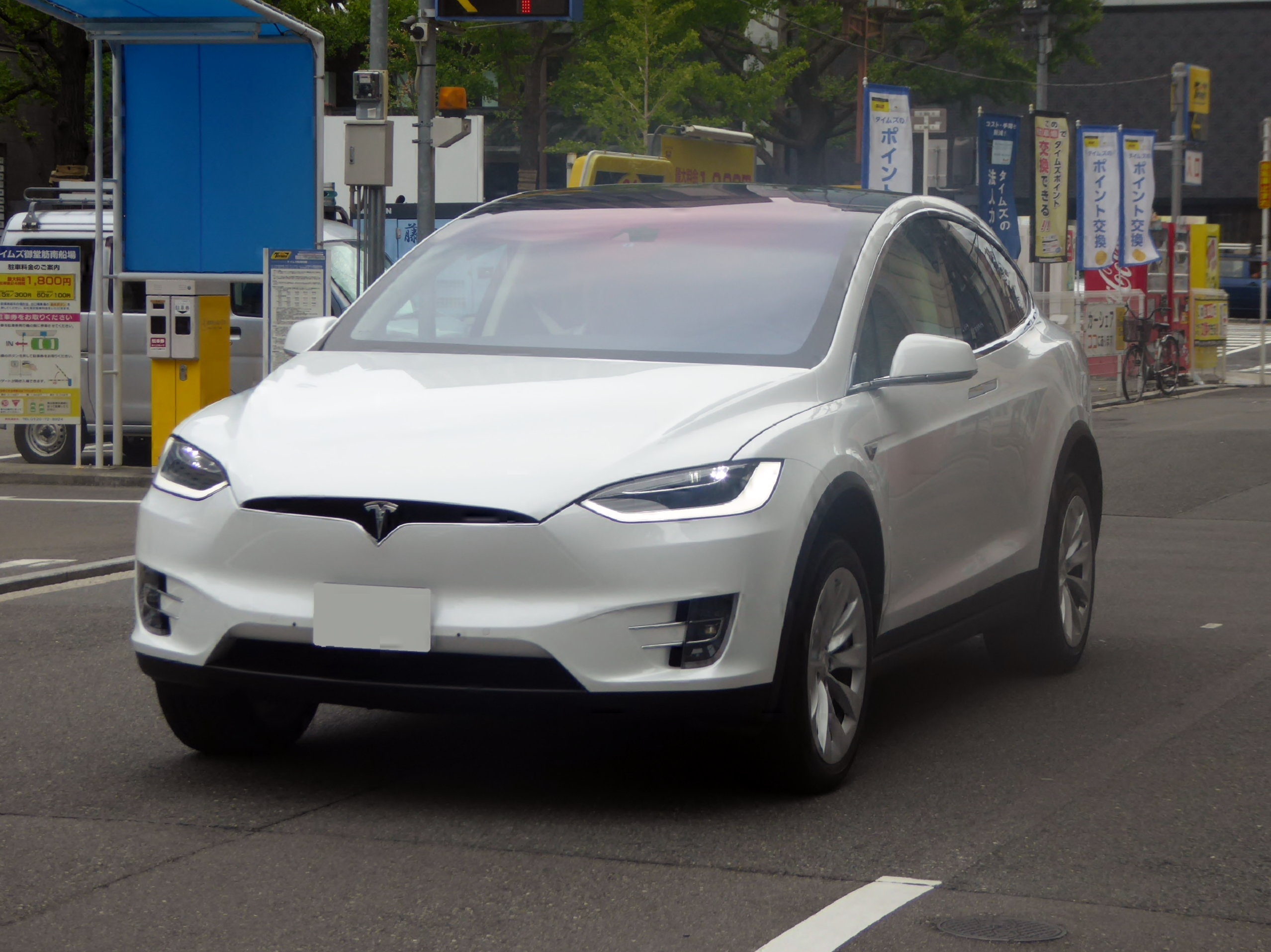
Tesla Model X (з 2015 року)
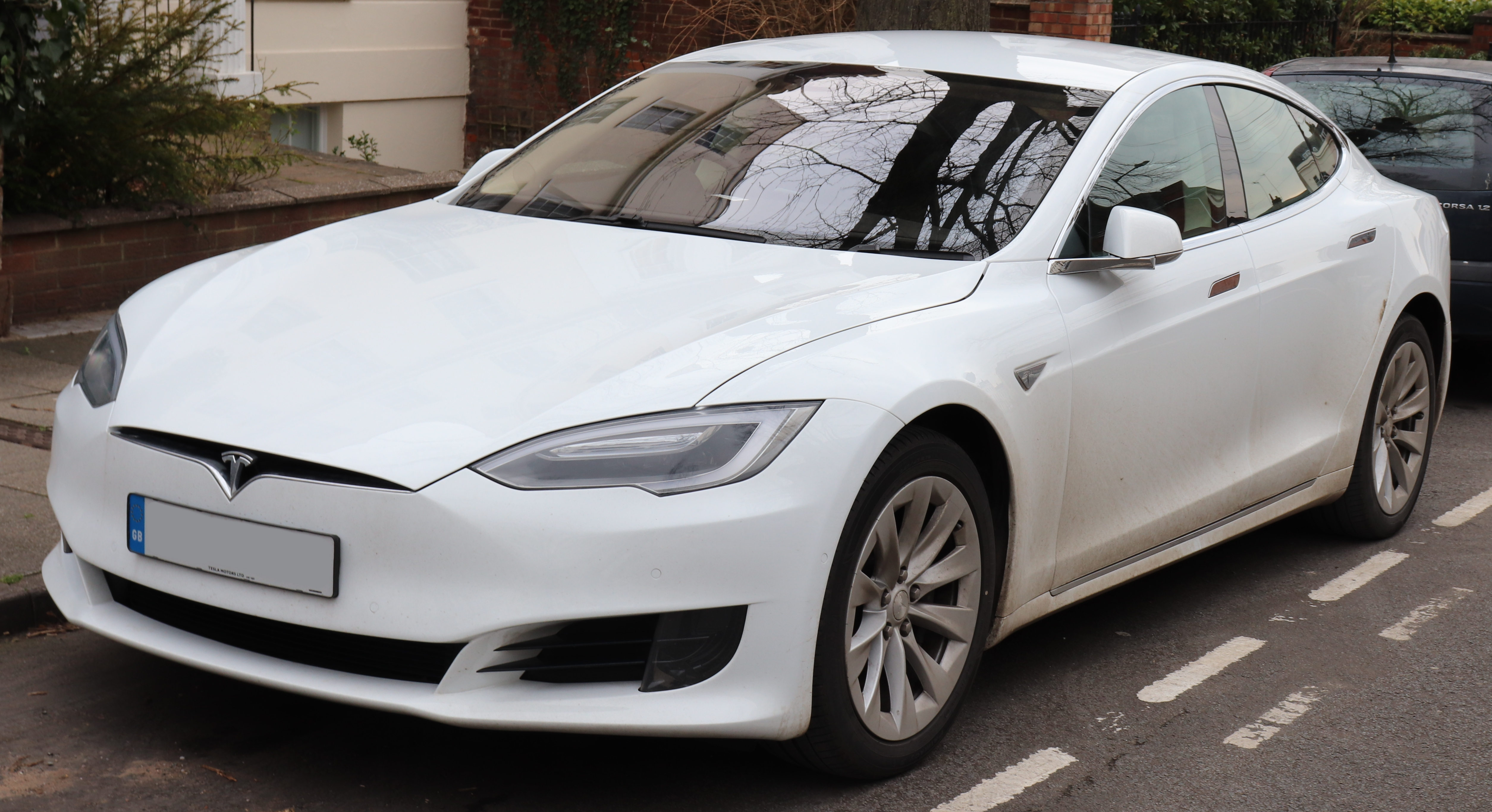
Tesla Model S (2016-2021)
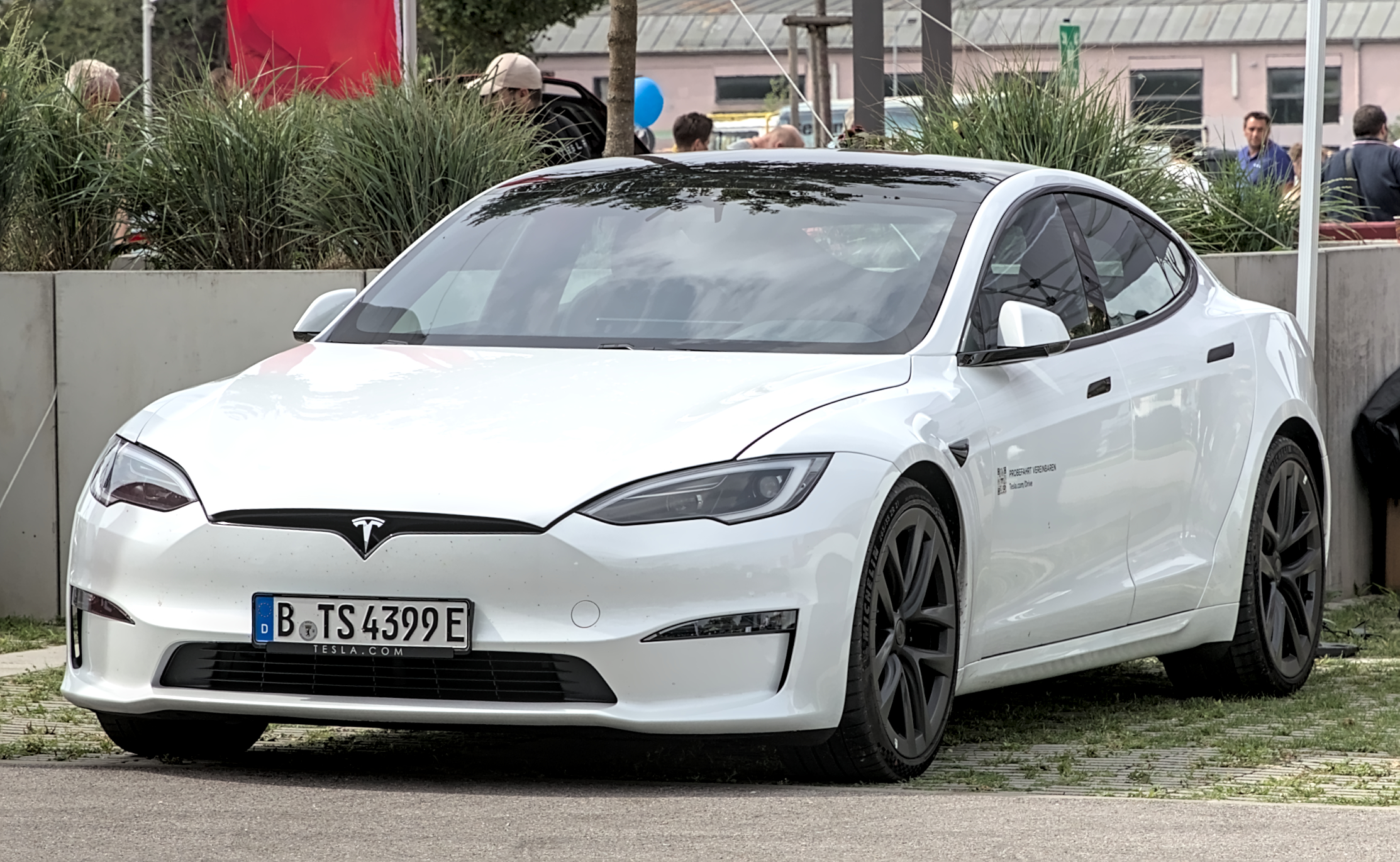
Tesla Model S (з 2021 року)
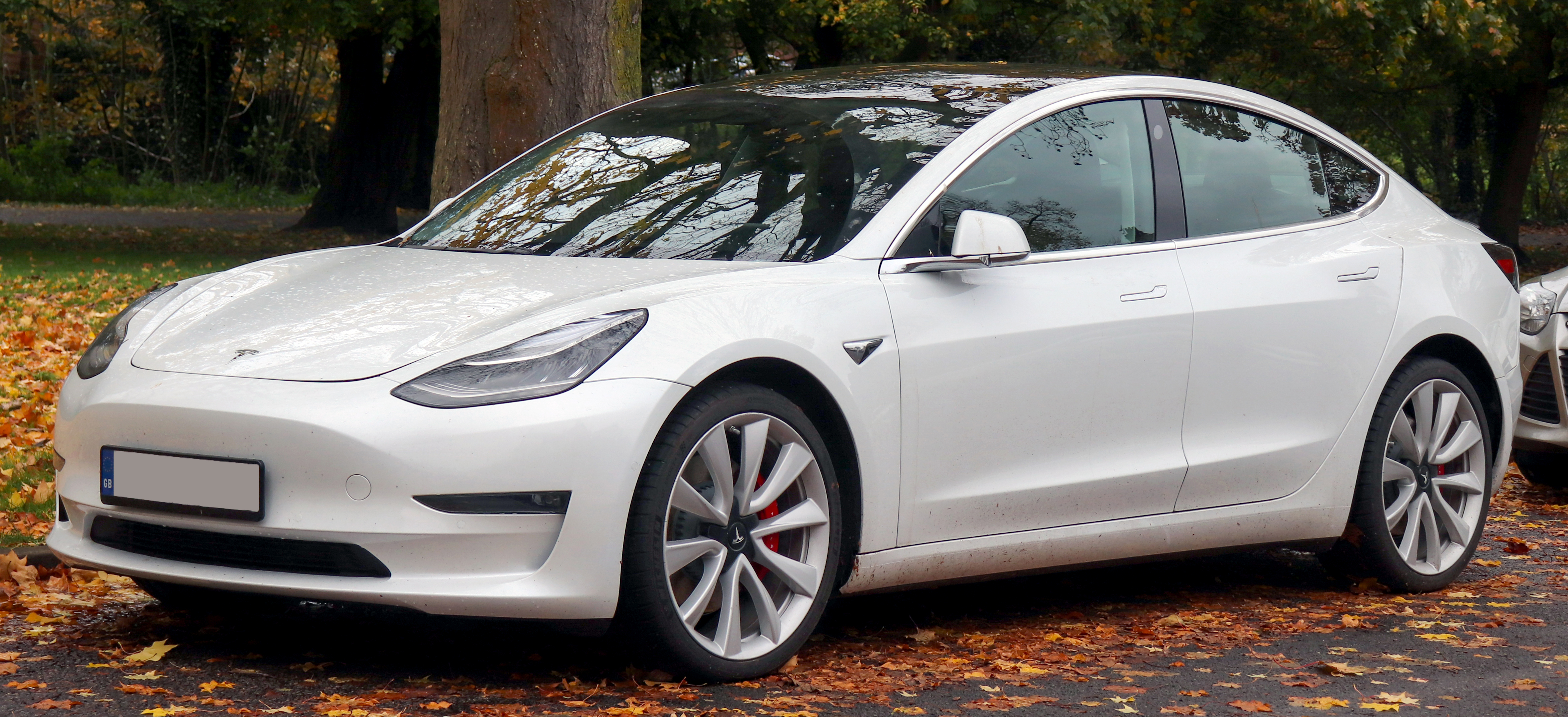
Tesla Model 3 (з 2017 року)
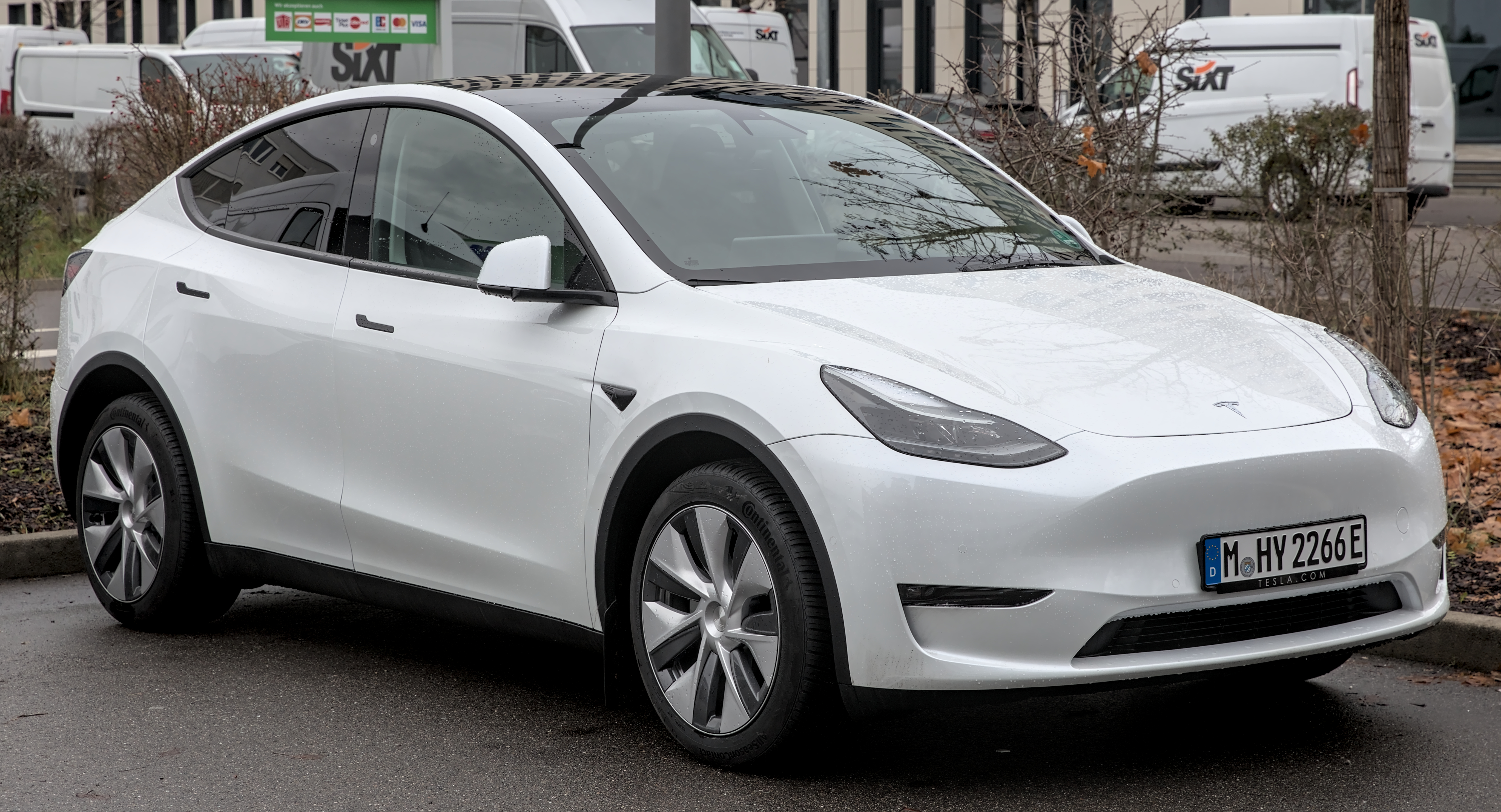
Tesla Model Y (з 2020 року)
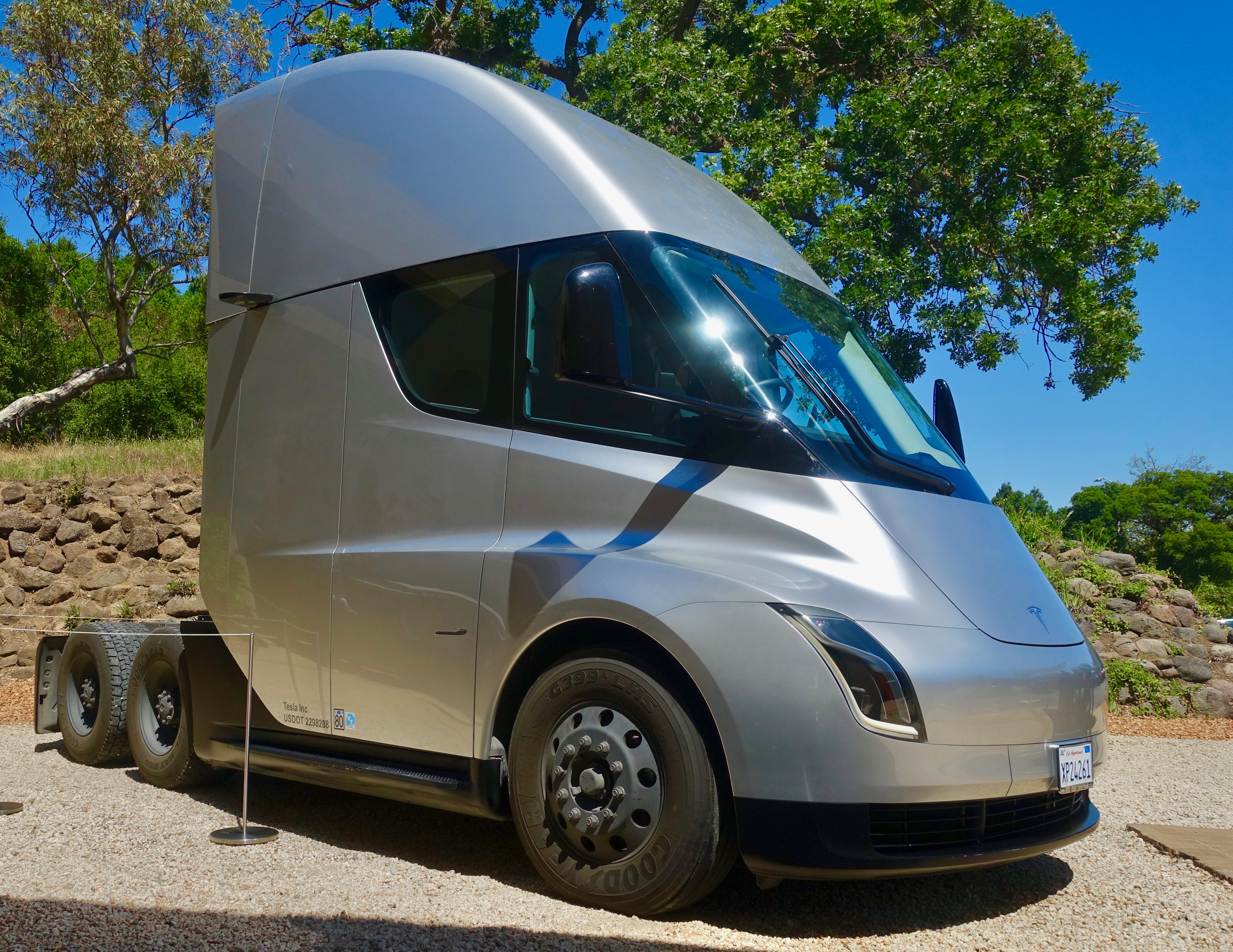
Tesla Semi (з 2023 року)
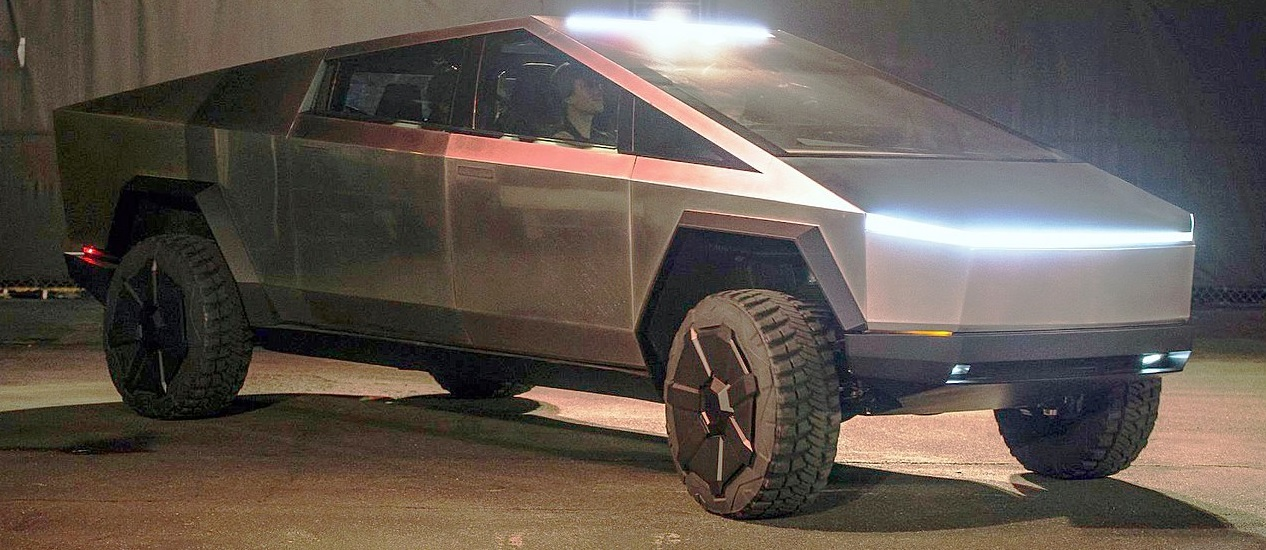
Tesla Cybertruck (з 2023 року)
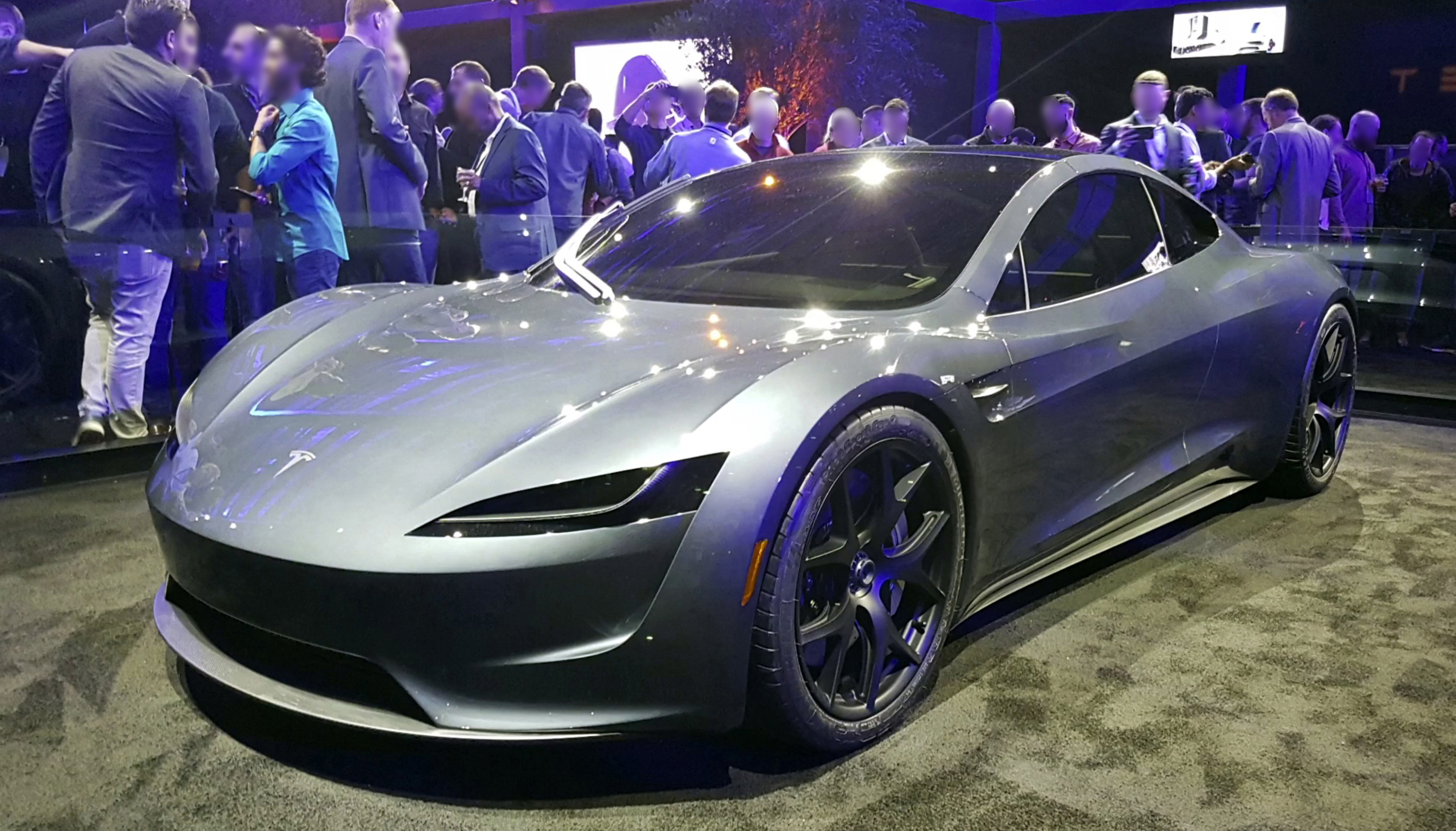
Tesla Roadster (з 2023 року)

## Tesla Inc. та судові процеси

### 2022
У лютому компанія Tesla Inc. отримала чергову повістку до суду від Комісії з цінних паперів та бірж США через твіт Маска у 2018 році, коли він заявив про можливість приватизації автовиробника. Tesla Inc. подала оновлений звіт до Комісії з цінних паперів та бірж США згідно з яким вона володіє криптовалютою у розмірі $1,99 млрд.

### 2024
На початку жовтня, як повідомило агентство Reuters, профспілка IF Metall (Швеція) подала позов проти компанії Tesla Inc., стверджуючи, що вона не проінформувала працівників про зміни на робочих місцях, що є обов'язковим згідно з трудовим законодавством країни. В новому позові IF Metall, другому за рік, стверджувалося, що Tesla Inc. порушила шведський Закон про спільне визначення, який передбачає, що компанії повинні інформувати профспілки про значні зміни, а саме йдеться про те, що Tesla Inc. реорганізувала свою філію в шведському місті Умео, не повідомивши про це IF Metall.

### 2025
27 січня Європейський суд на своєму сайті опублікував підтвердження позову, поданого шанхайською філією Tesla Inc., не надавши додаткових подробиць. Однак, за повідомленням видання Financial Times із посиланням на документи Європейського суду, Tesla  Inc. оскаржує в суді антисубсидіарне мито ЄС до 7,8 % на імпорт електромобілів з Китаю. Компанія приєдналася до концерну BMW та китайських виробників, які також подали позови проти нових тарифів.

## Цікаві факти
- Компанія швидко росла і набирала співробітників і у 2017 році зіштовхнулася з проблемою паркування автомобілів біля своїх офісів. На заводі у Фрімонті 6000 працівників, а місць для паркування лише 4500; Ілон Маск пообіцяв зробити американські гірки, щоб доставляти робітників на робочі місця по заводу[103].
- Станом на червень 2017 року в компанії працював українець Олексій Ільяшов на посаді головного архітектора даних[104].
- З кінця 2016 року для замовлення доступний веганський салон; ця опція доступна для всіх моделей компанії[105].
- У вересні 2017 року Ілон Маск побився об заклад, що протягом ста днів Tesla Inc. збудує в Австралії так званий найбільший акумулятор Tesla потужністю 100 МВт, який накопичуватиме електроенергію із вітряків. Маск виграв[106].
- У вересні 2018 року після оновлення ПЗ в деяких автомобілях Tesla відмовив автопілот. Компанія швидко відреагувала на це і через кілька днів помилку було виправлено.[джерело?]
- 8 лютого 2021 року ЗМІ повідомили, що компанія купила біткойнів на $1,5 млрд, на фоні цієї новини курс криптовалюти різко зріс із $39 тис. до 43 тис. за штуку. Компанія планує використовувати біткойн як платіжний засіб за свої продукти[107][108][109]. Допомогла купити криптовалюту американська біржа Coinbase[110].
- 19 січня 2022 року співробітник заводу Tesla у Фрімонті, штат Каліфорнія, раптово помер на роботі. Після інциденту Управління з охорони праці та гігієни праці Каліфорнії (OSHA) почало розслідування[111].
- У 2020 році Tesla Inc. запропонувала $1 млн і безплатний електромобіль тим дослідникам безпеки, хто виявить помилки в її системах. У січні 2022 року 19-річний Девід Коломбо з німецького містечка Дінкельсбюль зумів виявити вразливість в програмному забезпеченні Tesla та отримав доступ до 25 електромобілів марки в 13 країнах. Хакер заявляє, що чекає «великої нагороди» від Tesla Inc. за повідомлення про цю уразливість[112][113][114][115].
- У 2022 році Tesla Inc. придбала власну залізницю, яка курсуватиме поміж містом Еркнер та Берліном (Німеччина). Це один із підготовчих кроків компанії до повноцінного відкриття нового заводу — так званої гігафабрики[116].